# Wanted Dead or Alive (Warren Zevon)
| Recensione              | Giudizio        |
| ----------------------- | --------------- |
| AllMusic                | [ 1 ]           |
| Sputnikmusic            | 3.8 (Excellent) |
| Piero Scaruffi          | [ 3 ]           |
| Dizionario del Pop-Rock | [ 4 ]           |
| 24.000 dischi           | [ 5 ]           |

Wanted Dead or Alive è il primo album di Warren Zevon (sull'album originale uscì semplicemente a nome di Zevon), pubblicato dalla Imperial Records (e dall'etichetta Liberty Records, LBS 83357 I) nel 1969.

## Tracce
Brani composti da Warren Zevon, eccetto dove indicato
Lato A
1. Wanted Dead or Alive – 2:34 (Martin Cerf, Kim Vincent Fowley)
2. Hitch Hikin' Woman – 2:14 (Black Ace Turner, Warren Zevon)
3. She Quit Me – 4:50
4. Calcutta – 2:18 (Xavier Fletcher)
5. Iko-Iko – 1:52 (Marilyn Jones, Sharon Jones, Joe Jones, Jesse Thomas)

Lato B
1. Traveling in the Lightnin' – 3:04
2. Tule's Blues – 3:30
3. A Bullet for Ramona – 3:50 (Warren Zevon, Paul Evans)
4. Gorilla – 3:26
5. Fiery Emblems – 3:14

## Musicisti
Wanted Dead or Alive
- Warren Zevon - voce, chitarra, arrangiamenti
- Skip Battin - basso
- Drachen Theaker - batteria

Hitch Hikin' Woman
- Warren Zevon - voce, chitarra, armonica, basso, arrangiamenti
- Jon Corneal - batteria
- Ed Caraeff - maracas

She Quit Me
- Warren Zevon - voce, chitarra, armonica, arrangiamenti

Calcutta
- Warren Zevon - voce, chitarra, pianoforte, arrangiamenti
- Skip Battyn - basso
- Drachen Theaker - batteria

Iko-Iko
- Warren Zevon - voce, chitarra, pianoforte, arrangiamenti
- Skip Battyn - basso
- Drachen Theaker - batteria
- Sweet Trifles - accompagnamento vocale

Traveling in the Lightnin'
- Warren Zevon - voce, chitarra, pianoforte, arrangiamenti
- Skip Battyn - basso
- Drachen Theaker - batteria

Tule's Blues
- Warren Zevon - voce, chitarra, pianoforte, basso, arrangiamenti
- Jon Corneal - batteria

A Bullet for Ramona
- Warren Zevon - voce, chitarra, pianoforte, marxophone, arrangiamenti
- Brent Seawell - basso
- Toxey French - batteria

Gorilla
- Warren Zevon - voce, chitarra, marimba, percussioni, arrangiamenti
- Skip Battyn - basso
- Drachen Theaker - batteria

Fiery Emblems
- Warren Zevon - chitarra, basso, arrangiamenti
- Jon Corneal - percussioni

Note aggiuntive
- Warren Zevon - produttore (per la Mr. Bones Productions)
- Jill Sheridan, Ann McClelland, Gay French - assistenti alla produzione
- Warren Zevon - arrangiamenti
- Registrazioni effettuate al Wally Heider's Studio III di San Francisco, California
- Johnny Golden - ingegnere delle registrazioni
- Richard Edlund - grafica e fotografie album
- Dedicato a Kim Fowley[7]